# Look What You Made Me Do
Look What You Made Me Do ist ein Song der US-amerikanischen Sängerin Taylor Swift. Er stellt die erste Auskopplung ihres sechsten Studioalbums Reputation dar. Die Veröffentlichung erfolgte am 25. August 2017 über „Big Machine Records“.

## Hintergrund
Am 18. August 2017 entfernte Swift sämtliche Inhalte ihrer Social-Media-Accounts, was zu Gerüchten über kommende Musik führte. Am 21. August 2017 folgte ein 10-sekündiges Video, das den Schwanz einer Schlange zeigte. Ein zweiter Teil erschien am Folgetag sowie ein dritter Teaser am 23. August 2017, in dem der Kopf der Schlange zu sehen ist. Am selben Tag verkündete Swift, dass die erste Single ihres kommenden sechsten Studioalbums Reputation in der folgenden Nacht erscheinen würde. Diese wurde am 24. August 2017 unter dem Titel Look What You Made Me Do auf mehreren Streaming-Diensten freigegeben und erreichte innerhalb von 24 Stunden über acht Millionen Streams. Am nächsten Tag erschien der Song als digitale Single. Die Veröffentlichung als Maxi-CD erfolgte am 27. Oktober 2017 wie angesetzt.
Die Melodie von Look What You Made Me Do basiert auf dem 1991 veröffentlichten Lied I’m Too Sexy der britischen Popband Right Said Fred. Aufgrund dessen sind neben Taylor Swift und Jack Antonoff auch die Right-Said-Fred-Mitglieder Fred Fairbrass, Richard Fairbrass und Rob Manzoli als Songwriter aufgeführt.

## Musikalisches und Inhalt
Das Lied basiert auf einem 4/4-Takt und das Tempo liegt bei 128 bpm. Geschrieben wurde das Ganze in der Tonart A-Moll. Eingeleitet wird der Track durch eine langsame, orchestrale Melodie, die nach einem kurzen Break-Down in die erste Strophe übergeht. Zwischen erstem und zweitem Teil der Strophe ändert sich der Kick grundlegend. Zum Einsetzen des Pre-Refrains verschwinden Beat und rhythmische Elemente vollends. Des Weiteren wird ihr Gesang durch einen dramatischen Sound untermalt, der eingehend mit ihrem Gesang immer stärker auf einen Drop anspielt. Dieser fokussiert sich auf dem sich immer wiederholenden Satz „Look what you made me do“ sowie bass-lastigen Drums.
In dem Lied konfrontiert das lyrische Ich eine andere Person, indem es zahlreiche Aspekte nennt, die ihr an der anderen Person nicht gefallen. Im Pre-Refrain vermittelt es im Kontrast zu den Anschuldigungen jedoch, dass es gelernt hätte mit den Unstimmigkeiten zu leben beziehungsweise dass diese es viel mehr geprägt haben und einen Hass gegenüber der Person aufgebaut hätte. Im späteren Verlauf des Songs fokussiert sich das lyrische Ich zunehmend auf Vertrauensbrüche.
Zahlreiche Aspekte lassen sich als referenzierte Konfrontationen, darunter gegen Kanye West, Katy Perry oder sämtliche frühere Lebenspartner interpretieren. Swift selber äußerte sich bisher nicht zu den Interpretationen.
| „But I got smarter, I got harder in the nick of time Honey, I rose up from the dead, I do it all the time I’ve got a list of names and yours is in red, underlined I check it once, then I check it twice (oh!)“ – Pre-Refrain, Originalauszug | „Aber ich bin gerade noch rechtzeitig schlauer und härter geworden Liebling, ich bin vom Tode auferstanden, das mache ich die ganze Zeit Ich habe eine Liste mit Namen und deiner ist in rot, unterstrichen Ich hake ihn einmal ab, dann hake ihn ein zweites mal ab (oh!)“ – Pre-Refrain, Übersetzung |

## Musikvideo

### Lyrics-Musikvideo
Das Lyrics-Video, das stark auf den im Jahr 1958 veröffentlichten Film Vertigo – Aus dem Reich der Toten verwendeten Saul-Bass-Bildern basiert, wurde am 25. August 2017 auf Swifts offiziellem Vevo-Account veröffentlicht. Das Video wurde von Swift und Joseph Kahn produziert. Es erreichte mehr als 19 Millionen Aufrufe binnen der ersten 24 Stunden allein auf YouTube, womit es den bisherigen Lyrics-Video-Rekord von Something Just Like This übertreffen konnte. Im Dezember 2018 verzeichnete das Lyrics-Video über 100 Millionen Aufrufe.

### Offizielles Musikvideo
Das offizielle Musikvideo wurde am 27. August 2017 während der MTV Video Music Awards auf Swifts offiziellem YouTube-Account veröffentlicht. Als Regisseur agierte Joseph Kahn. Binnen 24 Stunden erreichte das Musikvideo über 30 Millionen Klicks und brach damit den Rekord des meistgeschauten Videos. Auch das Lyrics-Video konnte mit 19 Millionen Klicks innerhalb von 24 Stunden einen neuen Rekord aufstellen.
Das Musikvideo ist vier Minuten und 15 Sekunden lang. Es zeigt Swift in vielen unterschiedlichen Situationen und Rollen. Alle Szenen lassen sich als Konfrontationen gegenüber Personen, mit denen sie im Laufe ihrer Karriere Meinungsverschiedenheiten teilte, interpretieren. So deutet unter anderem eine Szene darauf hin, dass sie Katy Perry parodiert, indem sie sie imitiert und einen Grammy in der Hand hält, den Perry bis dato nicht gewinnen konnte. Des Weiteren greift sie Calvin Harris an, indem ihr Pseudonym, welches sie beim Songwriting des Liedes This Is What You Came For verwendet auf einem Grabstein steht. Stellung zu diesen und weiteren sarkastischen und satirischen Szenen bezog sie jedoch nicht.

## Rezeption

### Kritik
Der Song erhielt unterschiedliche Reaktionen. USA Today deutete die polarisierenden Reaktionen als Abzeichnung ihrer „allgegenwärtige kulturelle Kraft“. Randy Lewis vom Telegraph lobte das Lied und erachtete die Arbeit von Swift und Antonoff als „widerspiegelnd aller Produktionsklischees von Clap-Tracks und schlaksigen syllabischen Haken, die in vergangenen Jahren durch die Top-40 proliferiert sind, mitsamt kühnen, erfinderischen Texturen und frischen melodischen, rhythmischen und akustische Akzenten“. Er erwähnte außerdem die markante Art, in welcher sich der Track musikalisch und klanglich neben den Texten verschiebt. Sarah Carson von der Los Angeles Times äußerte sich ebenfalls positiv zu dem Song, indem sie Swift mit der Aussage „Das widerhallende Crescendo funktioniert und noch leckerer ist die Bosheit von Swifts bedrohlicher Protagonistin“, für ihre erfolgreiche Umarmung des Bösewichts, den sie in den Medien vor der Veröffentlichung des Songs darstellte lobt. Chris Willman von „Variety“ äußerte sich ähnlich, indem er Swifts Umarmung eines dunkleren Pop-Stils sowie des stilistischen Konflikts zwischen dem Pre-Chorus und Chorus des Songs hervorhob. Mark Harris vom „New York Magazine“, interpretierte den Song als eine Pop-Art-Hymne für die Trump-Ära, in der sie ihre öffentlichen Fehden neu aneignet, indem sie Ehrenzeichen vergibt, ohne ihre eigene Verantwortung oder Schuld anzuerkennen.
Auf der anderen Seite vergab Maura Johnston von The Guardian ein negatives Review, indem sie die „schlampigen“ Texte kritisierte und Swift dafür unterstellte, dem Text keinen klaren Kontext gegeben zu haben. Brittany Spanos vom Rolling Stone deutete das Lied als eine Fortsetzung des Streits zwischen Swift und dem Rapper Kanye West; Letzterer hatte zuvor in seinem Lied Famous auf Swift mit dem Satz „Ich habe das Gefühl, ich und Taylor könnten immer noch Sex haben / Warum? / Ich habe diese Schlampe berühmt gemacht“ verwiesen. Die Single wurde ebenfalls als um ein Weites düsterer und aggressiver als ihre Vorgänger beschrieben. Hugh McIntyre von Forbes stand der Veränderung ihres Stils ebenfalls kritisch gegenüber, indem er behauptete, das Lied klinge nicht wie Swift und es habe „einige Macken“, die „ausbaufähig“ seien. Henry Einck vom Online-Magazin Dance-Charts fasste die gespaltenen Meinungen zusammen, indem er die Ansätze des Liedes als zwar interessant, jedoch an Kreativität mangelnd und zu wenig mitreißend beschreibt.

„Wir verstehen, dass ‚Look What You Made Me Do‘ von Taylor Swift die Meinungen der Hörer spaltet. Einige Fans werden von dem neuen Style sicherlich nicht begeistert sein, doch die Single verkauft sich (die Zahlen sprechen für sich). Wir finden die Vocalparts klingen in Kombination mit dem basslastigen Instrumental und den Claps interessant, doch der Refrain enttäuscht uns sehr. Sowohl im Sounddesign als auch im Gesang fehlt es hier an Kreativität und mitreißender Kraft, was dafür sorgt, dass der Song polarisiert. Der neue Style ist gewöhnungsbedürftig.“

### Chartplatzierungen
| ChartsChartplatzierungen       | Höchstplatzierung | Wochen |
| ------------------------------ | ----------------- | ------ |
| Deutschland (GfK)              | 3 (14 Wo.)        | 14     |
| Österreich (Ö3)                | 2 (13 Wo.)        | 13     |
| Schweiz (IFPI)                 | 6 (13 Wo.)        | 13     |
| Vereinigte Staaten (Billboard) | 1 (20 Wo.)        | 20     |
| Vereinigtes Königreich (OCC)   | 1 (13 Wo.)        | 13     |

| ChartsJahrescharts (2017)      | Platzierung |
| ------------------------------ | ----------- |
| Deutschland (GfK)              | 81          |
| Österreich (Ö3)                | 71          |
| Vereinigte Staaten (Billboard) | 39          |
| Vereinigtes Königreich (OCC)   | 89          |

### Auszeichnungen für Musikverkäufe
| Land/Region                  | Auszeichnungen für Musikverkäufe (Land/Region, Auszeichnung, Verkäufe) | Verkäufe  |
| ---------------------------- | ---------------------------------------------------------------------- | --------- |
| Australien (ARIA)            | 7× Platin                                                              | 490.000   |
| Belgien (BRMA)               | Gold                                                                   | 15.000    |
| Brasilien (PMB)              | 2× Diamant                                                             | 320.000   |
| Dänemark (IFPI)              | Gold                                                                   | 45.000    |
| Deutschland (BVMI)           | Gold                                                                   | 200.000   |
| Frankreich (SNEP)            | Platin                                                                 | 200.000   |
| Italien (FIMI)               | Platin                                                                 | 50.000    |
| Kanada (MC)                  | 3× Platin                                                              | 240.000   |
| Neuseeland (RMNZ)            | 3× Platin                                                              | 90.000    |
| Norwegen (IFPI)              | Platin                                                                 | 60.000    |
| Österreich (IFPI)            | Platin                                                                 | 30.000    |
| Polen (ZPAV)                 | 2× Platin                                                              | 40.000    |
| Portugal (AFP)               | Platin                                                                 | 10.000    |
| Schweden (IFPI)              | 2× Platin                                                              | 80.000    |
| Spanien (Promusicae)         | Platin                                                                 | 60.000    |
| Vereinigte Staaten (RIAA)    | 4× Platin                                                              | 4.000.000 |
| Vereinigtes Königreich (BPI) | 2× Platin                                                              | 1.400.000 |
| Insgesamt                    | 3× Gold · 29× Platin · 2× Diamant ·                                    | 7.330.000 |

Hauptartikel: Taylor Swift/Auszeichnungen für Musikverkäufe/Lieder